# Porfiri Krilov (botànic)
Porfiri Nikititx Krilov (en rus: Порфирий Никитич Крылов) na nàixer l'1 d'agost(julià) o 31 d'agost(greg.) de 1850 al poble Sagàiskoie, Uiezd Minussinsk i va morir el 27 de desembre de 1931 a Tomsk. Va ser un botànic i professor universitari rus.

## Vida
Krilov era el fill de l'antic comerciant i ciutadà honorari de Perm Anikit Kondratjewitsch Krilov. La família es va establir a Perm i Krilov va ingressar a l'escola secundària de Perm quan tenia dotze anys. Després del 4t grau, va ser expulsat del batxillerat perquè no s'havia presentat a l'examen. El certificat de graduació acreditava bones i suficients actuacions, així com excel·lents actuacions en llatí i mediocre en alemany. El 1868 va fer d'aprenent en una de les farmàcies de Perm. Es va interessar per la química i les plantes medicinals i aviat també per la botànica.
El 1871 Krilov va anar a Kazan. El 1873 va iniciar el curs de dos anys a la Universitat de Kazan per a la formació com a ajudant provisional (ajudant farmacèutic), que va completar amb distinció. Es va incorporar a la Societat de Científics Naturals de la Universitat de Kazan i va treballar al Gabinet Botànic. Als 23 anys va publicar el seu primer treball científic sobre un tipus de gerds. Es va convertir en assistent de laboratori no programat a la Càtedra de Química Analítica de la Universitat de Kazan i aviat es va mudar al jardí botànic com jardiner acadèmic. Durant aquest temps va viatjar onze vegades a la governació de Perm i als Urals i allí va publicar 15 obres sobre la flora.
El comissari del districte educatiu de la Sibèria Occidental i fundador de la primera universitat siberiana de Tomsk Vasily Markovich Florinski va convidar Krylov a crear el primer jardí botànic més enllà dels Urals per a la Universitat de Tomsk i un herbari. El juliol de 1885, Krilov va venir a Tomsk i va portar 700 pots de tarongers per al jardí botànic. De seguida va començar a organitzar l'herbari en forma de museu botànic. Es va iniciar la construcció de l'hivernacle principal i es van preparar 14 hivernacles. Es va crear un jardí d'herbes amb 200 espècies, un arborètum, un jardí de plantes medicinals i un hort. Davant de l'edifici principal de la universitat, es va crear un parc, anomenat bosquet universitari.

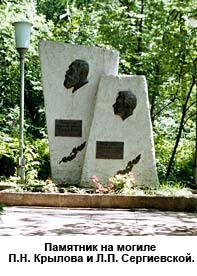
Tomba de Krilov i Sergievskaia a la ciutat de Tomsk Grove

El 1888 Krilov va fundar el parc de la ciutat a Tomsk. També hi havia moltes zones verdes, avingudes i parcs. A partir de la dècada de 1890 va realitzar diversos viatges a l'
, al llac Telétskoie, al Saian occidental i a la Sibèria occidental (incloses les estepes de Baraba i Kulunda) i al Kazakhstan per completar el jardí botànic. Va crear vivers d'arbres a Tomsk, Súdjensk i Issilkul per protegir el ferrocarril transsiberià contra la neu. El 1901 Krilov va publicar el primer volum del seu principal treball sobre la flora de l'Altai i la Governació de Tomsk. El 1914 l'Acadèmia Imperial de Ciències el va nomenar al Museu Botànic de l'Acadèmia de Ciències de Petrograd. El 1915, l'emprenedor de Perm Nikolai Vassiliévitx Meixkov de Krilov i Pavel Vassiliévitx Siuzev tenia informes d'experts elaborats per a la construcció d'un jardí públic a Perm, que no es va realitzar a causa de la Revolució d'Octubre de 1917 i la Guerra Civil Russa. El 1916 Krilov va viatjar al Caucas. Després de la Revolució de Febrer i la Revolució d'Octubre, va tornar a Tomsk el 1917, on va ser nomenat professor a la Universitat de Tomsk. Entre els seus estudiants figuraven Viktor Vladimiróvitx Reverdatto, Lídia Pal·ladievna Serguievskaia i Boris Konstantinóvitx Xixkin.
El 1918 Krilov va començar el seu segon gran treball sobre la flora de la Sibèria Occidental, que només van completar els seus estudiants després de la seva mort. El 1925 va ser elegit membre corresponent de l'Acadèmia de les ciències d'Ucraïna i el 1929 membre corresponent de l'Acadèmia de les Ciències de l'URSS. A partir del seu treball, es van crear els mapes geobotànics de la regió de Krasnoiarsk als anys trenta. El 1931 Krilov va ser consultor d'una expedició a la sucursal de Novossibirsk de l'Institut de Química i Farmàcia per a la investigació de plantes medicinals i olis essencials a Transbaikalia.

## Honors i premis
- Doctor honoris causa de la Universitat de Kazan (1909)
- Premi Baer de l'Acadèmia Imperial de les Ciències (1914)